# Clase Freedom

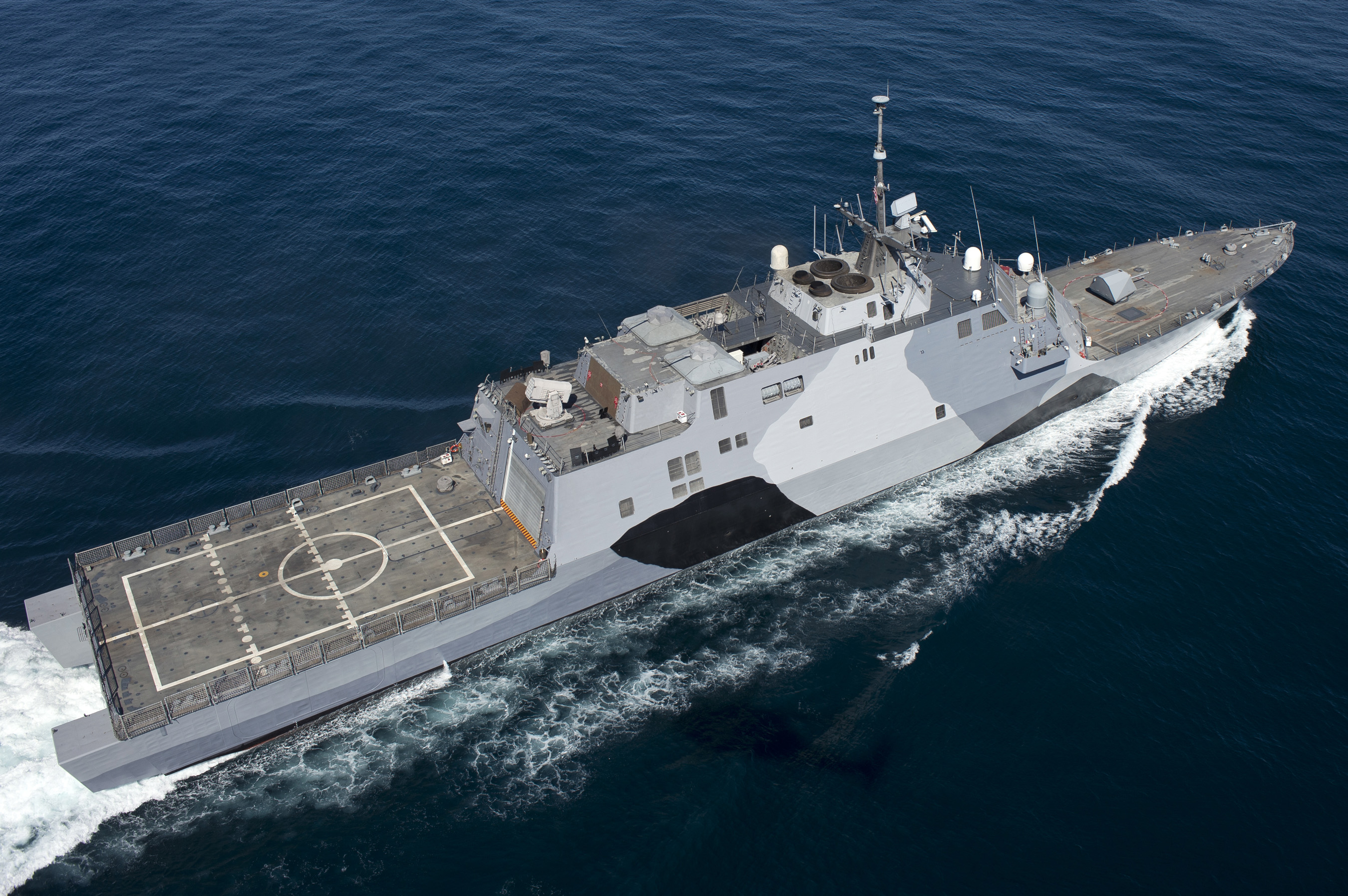
El Freedom en febrero de 2013 mostrando su gran cubierta de vuelo para helicópteros y el lanzador de RIM-116 RAM montado sobre el hangar.

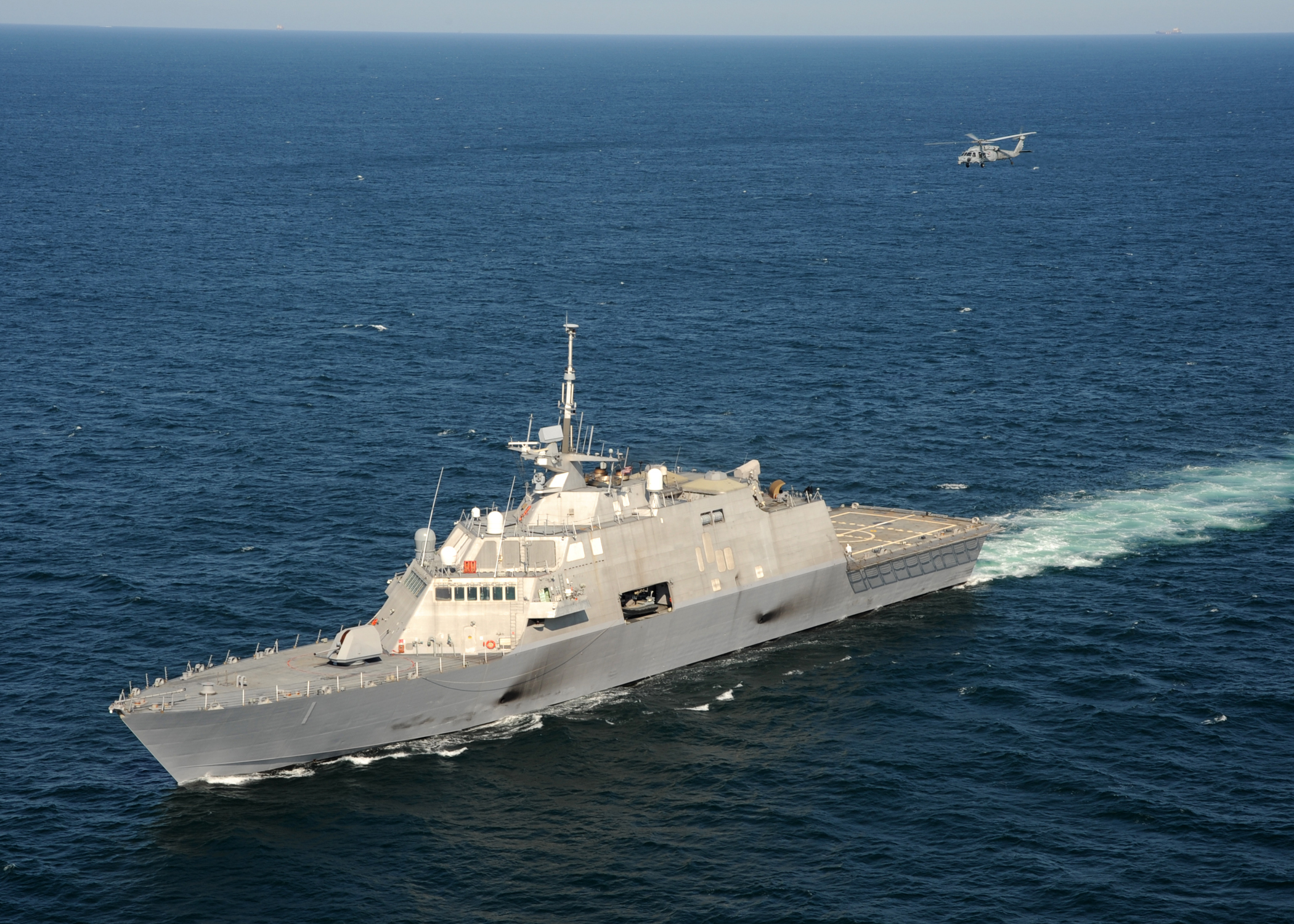
Un helicóptero MH-60 Seahawk aproximándose al en el año 2009.

La clase Freedom es una de las dos clases de buques de combate litoral construidas para la Armada de Estados Unidos.
La clase Freedom fue propuesta por Lockheed Martin como un contendiente para los planes de la Armada estadounidense de construir una flota de buques de guerra de pequeños y de uso múltiple capaces de operar en la zona litoral. Dos buques fueron aprobados, para competir con el diseño de la clase Independence ofrecido por General Dynamics y Austal por un contrato de construcción de hasta 55 naves.
Al año 2013, dos buques estaban en servicio y un tercero se estaba en construcción. A pesar de los planes iniciales de sólo aceptar uno de la variante Freedom y uno de la variante Independence, la Armada estadounidense solicitó al Congreso una orden de diez buques de cada variante.

## Planificación y construcción
La planificación para una clase de buques de guerra pequeños y de propósito múltiple que operaran en la zona litoral se inició a principios de la década de 2000. El contrato de construcción fue otorgado al equipo LCS de Lockheed Martin (Lockheed Martin, Gibbs & Cox, Marinette Marine, Bollinger Shipyards) en mayo de 2004 para dos embarcaciones. Luego estas serían comparadas a dos naves construidas por Austal USA para determinar cual diseño sería seleccionado por la Armada para ser producido hasta 55 ejemplares.
El 15 de abril de 2003, el equipo LCS Lockheed Martin develó su concepto Sea Blade (en castellano: Hoja Marina) basado en la forma del casco del yate a motor Destriero.
La quilla del buque líder de clase, el USS Freedom fue puesta en gradas en junio de 2005, por Marinette Marine en Marinette, Wisconsin. La nave fue bautizada en septiembre de 2006, entregada a la Armada en septiembre de 2008 y fue puesta en servicio ese noviembre. Durante las pruebas de INSURV, se encontraron 2600 discrepancias, incluyendo 21 que se consideraron de alta prioridad. No todas estas fueron rectificadas antes de que la nave entrara en servicio, ya que mover el buque desde Milwaukee antes de que el invierno congelara los accesos fue considerado de mayor prioridad.
Los sobrecostos durante la construcción del Freedom combinados con los sobrecostos futuros proyectados llevaron al gobierno a ordenar un "Detención de los Trabajos" en enero de 2007 y finalmente llevó a la cancelación de la construcción del LCS-3 (el segundo buque Lockheed Martin) el 13 de abril de 2007. Posteriormente el buque reordenado.
Después de mucha inconsistencia en como probar se procedió a realizar las órdenes en noviembre de 2010, la Armada solicitó al Congreso aprobó diez naves tanto de las variantes Freedom e Independence.

## Diseño

### Características
El buque tiene un monocasco de acero de semi-planeo con una superestructura de aluminio. De una eslora de 377 pies (115 m), tiene un desplazamiento de 2950 toneladas y puede ir tan rápido como 45 nudos (83 km/h). El diseño incorpora una gran estructura reconfigurable para permitir el rápido intercambio de módulos de misión, una cubierta de vuelo con un sistema integrado de lanzamiento, recuperación y manejo de helicópteros y con la capacidad de lanzar y recuperar botes (tripulados y no tripulados) tanto desde la popa como del costado.
La cubierta de vuelo es 1,5 veces más grande que el tamaño de un buque de superficie estándar y utiliza un sistema Trigon transversal para mover los helicópteros adentro y afuera del hangar. El buque tiene dos formas de lanzar y recuperar varios paquetes de misión: una rampa en popa y una puerta lateral a estribor cerca de la línea de flotación. La bahía de los módulos de misión tiene un grúa de tres ejes para el posicionamiento de los módulos o carga. Problemas con el sistema eléctrico son el problema más serio con la clase Freedom.
La cubierta de proa tiene una zona de armas modular que puede ser usada para una torreta con un cañón de 57 mm o un lanzador de misiles. Un lanzador de misiles RIM-116 RAM está montado sobre el hangar para la defensa de corto alcance contra aviones y misiles de crucero y montajes de ametralladoras calibre 12,7 mm están instaladas en la parte superior. Las embarcaciones no tripuladas de la Clase Fleet están diseñadas para operar desde los buques de la clase Freedom.
La tripulación esencial será de 40 hombres, a los que usualmente se les unirán tripulantes adicionales de acuerdo a los paquetes de misión y un destacamento de aviación para alcanzar una tripulación total de aproximadamente 75 hombres. La automatización permite una tripulación reducida, que reduce en forma importante los costos de operación, pero la carga de trabajo aún puede ser "agotadora". Durante las pruebas del buque líder de clase, las compañías de los dos buques rotarán la tripulación en asignaciones de cuatro meses.
Cuatro generadores diésel Fincantieri Isotta-Fraschini de 750-kilowatt proporcionan 3 3 megawatts de energía eléctrica para alimentar los sistemas de la nave.
La Oficina de Presupuesto del Congreso estima que el combustible será solo entre "el 8 y el 18 por ciento" de los costos de ciclo de vida totales para el Freedom. El senador Jeff Sessions de Alabama ha cuestionado el informe y ha sugerido que el Independence, construido en dicho estado, sería más eficiente en el consumo de combustible y que los reabastecimientos de combustible menos frecuentes tendrían un impacto en las operaciones militares más allá del costo del combustible propiamente tal.

### Problemas
En el año 2012, un equipo de ciberseguridad de la Armada encontró deficiencias principales en el Ambiente Computacional Total del Buque de Lockheed, que controla todo la nave con el propósito de reducir los requerimientos de tripulación.
Los buques han tenido graves problemas eléctricos y de motores durante su servicio. La propulsión diésel y gas ha supuesto dificultades operativas y casos de navíos retornando a remolque a puerto. La propulsión a chorro de agua ha sido imposible de mantener por las tripulaciones, tanto por el modo de trabajar de los contratistas como por carecer de personal capacitado. Sus motores son grandes devoradores de aceites y combustible. Todo esto son problemas detectados desde el inicio. A ello se suman los dispositivos de automatización, que han originado muchas dificultades. Por todo ello los buques han pasado frecuentemente por reparaciones. Y por último los problemas de casco, ensamblado en acero especial con superestructura de aluminio, ha sido causa de corrosión  incontrolable que hubo de ser corregida en los últimos navíos de la serie, aunque no fue posible en los primeros.
La supervivencia ha sido una crítica para ambas clases de Buque de Combate Litoral (en inglés: Littoral Combat Ship, LCS), clasificados a un nivel uno por la Armada, comparado al nivel dos para las fragatas clase Oliver Hazard Perry FFG-7 a las que ellos están destinadas a reemplazar. Lockheed dice que la clase Freedom actualmente es tiene más capacidad de sobrevivencia que las FFG debido a que los requerimientos de la Armada para los varios niveles de sobrevivencia han cambiado desde que las FFG fueron evaluadas y que el casco de las Freedom está construido de acero de bajo peso y de alta resistencia que no había existido previamente.

### Mejoras
El USS Milwaukee (LCS-5) fue el primer LCS de la clase Freedom en ser equipado con hidrojets con capacidad de cavitación. Los hidrojets crean un vacío parcial en un líquido usando un diseño de hoja impulsora mejorado. Los chorros cavitantes no aumentan la velocidad máxima de la nave, pero entregan una eficiencia de consumo de combustible 10 por ciento mayor con menos ruido y vibración, reducidos costos de ciclo de vida, maniobrabilidad mejorada y potencialmente mejorada eficiencia a velocidades más bajas. La Armada planea agregar los nuevos hidrojets a cada variante Freedom que sea producida, incluyendo las LCS 5, 7, 9, 11 y 13. El diseño de flujo mixto fue cambiado hacia un diseño axial para empujar el agua paralelo al eje del impulsor.
Los primeros buques de ambas clases de LCS fueron entregados antes de que los diseños estuvieran maduros así que las mejoras serán introducidas en los futuros buques de cada clase. Muchas de las mejoras de la clase Freedom provinieron de los problemas experimentados por el USS Freedom (LCS-1) en su primer despliegue incluyendo cortes de energía, equipo con corrosión, un compresor de aire defectuoso. Para prevenir que el agua entrara en la sala del molinete del ancla, el winch del ancla, unidad hidráulica y el cabrestante de amarre fueron reemplazados con un solo winch eléctrico para la cadena en la cubierta principal y la cadena de remolque existente fue reemplazada con una cadena más liviana. También la resistencia a la corrosión fue mejorada mediante el sistema de Protección de Corriente Catódica Estampado siendo modificado agregando protecciones al túnel de entrada de los hidrojets. Iniciándose con el LCS-3, el espejo de popa fue alargado y tanques de flotación fueron agregados a la popa para incrementar el peso de servicios y mejorar la estabilidad. Un sistema de partida eléctrico de la turbina de gas menos complejo será agregado en el LCS-5 para reducir los costos y bajar el peso del buque.
Lockheed ha enviado varias opciones de mejoras para los buques de la clase Freedom para la Fuerza de Tareas de Buques de Combate de Superficie Pequeño, apuntadas a transformar el Buque de Combate de Litoral desde plataformas "nicho" en buques con más protección y poder fuego más allá del Vuelo 0 para sobrevivir contra adversarios militares avanzados. Con 180 toneladas métricas de espacio disponible para paquetes de misión, existe espacio para capacidades agregadas. La guerra antiaérea puede ser proporcionada con la instalación de un radar de defensa aérea SPY-1F y sistemas de lanzamiento vertical (en inglés: Vertical Launch System, VLS) instalados en forma permanente. Actualmente versiones de largo de 118 metros pueden ser equipados con células de 4 a 32 VLS, cada una conteniendo cuatro misiles superficie-aire RIM-162D Evolved Sea Sparrow y también pueden contener misiles SM-2. Para la guerra de superficie, el cañón Mk 110 puede ser reemplazado con un cañón más grande de hasta el cañón Mk 45 de 5 pulgas (127 mm); la integración del misil AGM-114L Hellfire para la defensa contra lanchas rápidas de ataque (en inglés: Fast Attack Craft, FAC) también fue considerada.

## Historia de servicio

### US Navy
Los dos primeros buques de cada subclase LCS fueron  empleados en formación y entrenamiento de tripulaciones y sistemas, beneficiándose unidades posteriores de los fallos detectados y mejoras posteriores.
En el 2012 se determinó que la clase Freedom era mejor para operaciones en aguas confinadas, como las de Medio Oriente, mientras que la clase Independence era mejor en aguas abiertas, como el Pacífico.  Sin embargo en 2013 se constató que ambas eran particularmente vulnerables a ataques aéreos y misiles antibuque. En 2014 se determinó reducir el número y complementarlas con versiones mejoradas que estarían equipadas con radares 3-D, defensas aéreas y otros sistemas de combate. Esto suponía misiles antiaéreos Evolved Sea Sparrow en pozos Mk56 VLS y misiles Harpoon Block II, así como capacidades más allá del horizonte y antisubmarinas. Estos buques fueron transformadas posteriormente por la US Navy en un pedido de 20 fragatas polivalentes del nuevo programa FFG/X, mucho más capaces. Los almirantes de la US Navy eran conscientes que una corbeta clase rusa Buyan-M, por 75 millones de dólares, es capaz de embarcar en sus 950 toneladas nada menos que 8 misiles de crucero Kalibr o misiles antibuque pesados P-800 Onix, un sistema antiaéreo Pantsir y un cañón de 100 mm. Un poder de pegada que dejaba en clara inferioridad a un LCS.
Mientras tanto los buques en servicio no dejaban de tener problemas:
- En 2016 el USS Fort Worth (LCS 3), quedó varado en Singapur durante medio año mientras se intentaba solucionar un problema de propulsión.
- Anteriormente en 2015 el USS Milwaukee (LCS 5), se averió y requirió remolque hasta su puerto de origen.
- En 2018 el USS Little Rock (LCS 9) quedó varado en el puerto de Montreal durante cuatro meses.
- En 2019 el USS Billings (LCS-15) perdió el control por una avería y terminó colisionando con un barco amarrado en puerto.

En 2019 el Estado Mayor de la Marina decidió reforzar las capacidades operativas, equipándolos con misiles antibuque NSM. Sin embargo en esta misma época hubo graves problemas con el sistema de propulsión de la clase Freedom , lo que provocó fallos en cascada nada más desplegarse los barcos en servicio activo. 
En 2020 el USS Detroit (LCS 7), regresó de despliegue antidrogas de 4 meses. El regreso al mar semanas después fue demasiado y el buque necesitó ser remolcado a puerto.
El 29 de septiembre de 2021 la marina de guerra retiró del servicio al USS Freedom (tras diez años de servicio) a fin de ahorrar gastos. Posteriormente, en marzo de 2022 se informó de la baja para 2023 de los nueve buques restantes de la clase que permanecen en servicio a fin de ahorrar 3.600 millones de dólares.
Anteriormente los buques de la clase Freedom habían sido elegidos para guerra antisubmarina con la integración del paquete de misiones LCS ASW. El componente clave era un nuevo sonar activo de baja frecuencia y profundidad variable remolcado. Este nuevo equipo debía ser capaz de encontrar los submarinos rusos y chinos más sofisticados y modernos. Aunque prometedor el sonar AN/SQS-62 de Raytheon sufrió problemas de estabilidad y de remolque con la clase Freedom. Como resultado se abandonó el módulo de misión ASW. Sin módulo de misión y con los costes de la reparación de su compleja maquinaria se decidió que no valía la pena mantener los buques en servicio.
La Marina de los Estados Unidos podría transferir a países aliados los buques LCS de la Clase Freedom que planea retirar.
Con la retirada de la clase Freedom la Armada estadounidense vuelve a diseños tradicionales, más eficientes y mucho menos costosos.  China por el mismo precio de un LCS puede comprar un destructor Tipo 052D. De hecho se calculó que el coste operativo anual de un LCS estaba a la altura del coste de un  destructor clase Arleigh Burke. Así que para lograr capacidad militar a un coste contenido la Marina de Estados Unidos reconoció finalmente su error y optó por comprar fragatas, más grandes, cuyo armamento será 32 celdas de lanzamiento vertical, cuatro/ocho misiles antibuque y capacidades antisubmarinas.

### Exportación
Intermitentemente se informa de la posibilidad que Grecia compre hasta cuatro buques de segunda mano. Los barcos se actualizarían en astilleros griegos. Su bajo precio de compra (mucho menor a otras opciones europeas) y repercusión en la economía griega los hace una opción realmente interesante para los griegos. Con la compra del F-35 parece que Lockheed Martin ha vuelto a poner la operación encima de la mesa. Los griegos podrían destinar así el dinero ahorrado a otros programas, como el F-35.
Lockheed Martin vendió una versión actualizada a Arabia Saudita, denominada Multi-Mission Surface Combatant.
Taiwán podría ser otro destinatario de los buques excedentes.

## Buques
Dos buques de la clase Freedom han sido puestos en servicio. Cuatro más están bajo en construcción por Lockheed Martin.
- USS Freedom (LCS-1)
- USS Fort Worth (LCS-3)
- USS Milwaukee (LCS-5)
- USS Detroit (LCS-7)
- USS Little Rock (LCS-9)
- USS Sioux City (LCS-11)
- USS Wichita (LCS-13)
- USS Billings (LCS-15)
- USS Indianapolis (LCS-17)
- USS St. Louis (LCS-19)
- USS Minneapolis-Saint Paul (LCS-21)
- USS Cooperstown (LCS-23)
- USS Marinette (LCS-25)
- USS Nantucket (LCS-27)
- USS Beloit (LCS-29)
- USS Cleveland (LCS-31)

## Buque de Combate de Superficie (Surface Combat Ship, SCS)
Lockheed Martin ha ofrecido una variante equipada con el Sistema de Combate Aegis para usar como piquete de radar en la defensa nacional con misiles a varios estados del Golfo Pérsico.
El Buque de Combate de Superficie será ofrecido a Arabia Saudita como parte del tratado de armas del año 2011. Se ha informado que el costo total para los ocho buques será tanto como de US$5 mil millones.
En el año 2012, Lockheed cambió el nombre del SCS para hacer juego con el término Combatiente Multi-Misión (en inglés: Multi-Mission Combatant, MMC) de General Dynamics y reveló que las capacidades completas, tales como las del sistema Aegis, sólo se podrían disponer en un casco alargado de 3.500 toneladas.
Lockheed también ha trabajado en una versión recortada del sistema de combate Freedom para ser ofrecida en el mercado internacional para naves de patrulla más pequeñas. Este Buque de Combate Multi-Misión (en inglés: Multi-Mission Combat Ship, MMCS) está equipado con un radar de antena en fase y un sistema de lanzamiento vertical en un casco más pequeño con una tripulación más reducida, al costo de remover las turbinas de gas de alta velocidad y un tercio del área para los módulos de misión.